# Drosd (Schutzsystem)

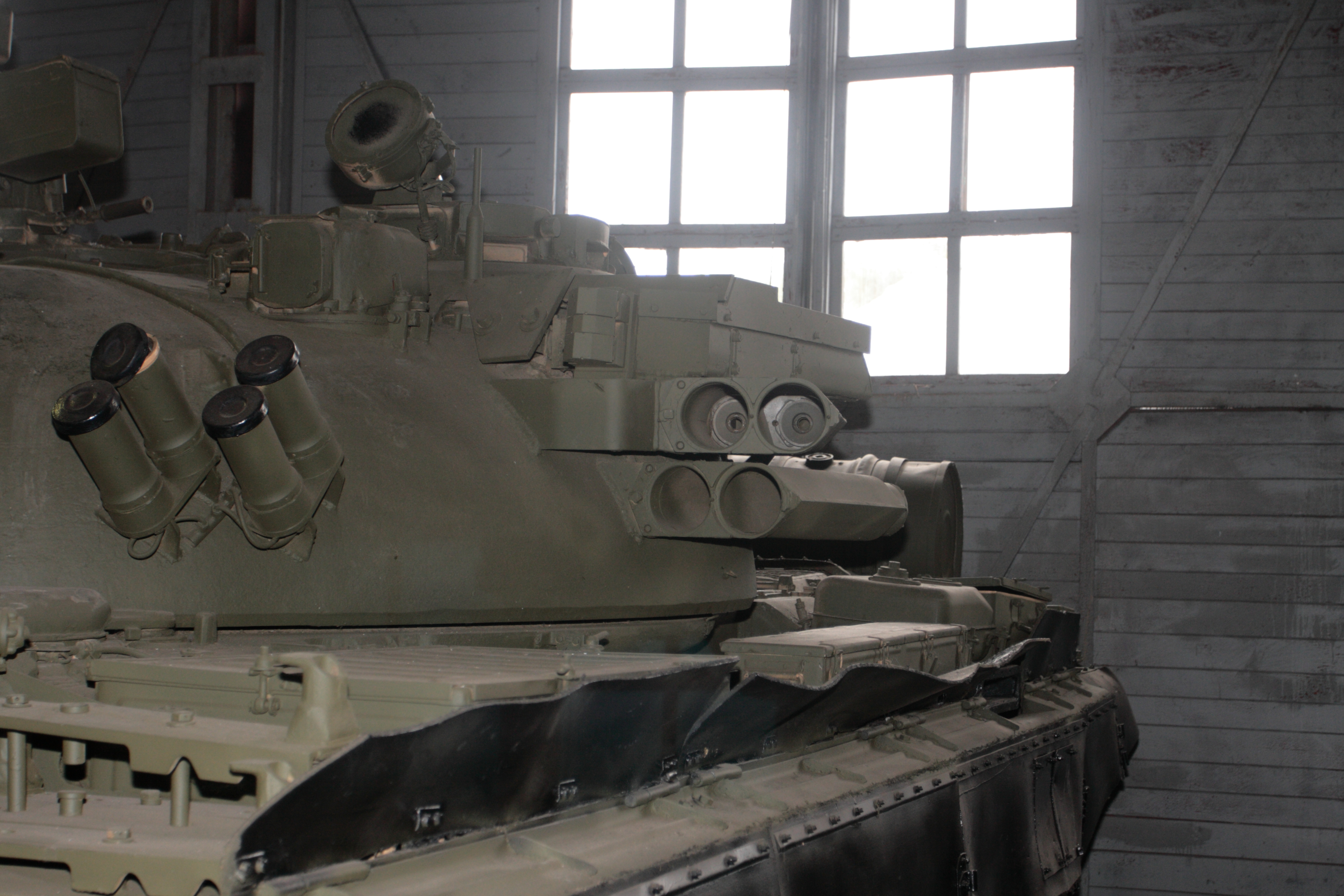
T-55AD mit „Drosd“-APS-Schutzsystem

Das abstandsaktive Schutzsystem Drosd (russisch Дрозд – Drossel) des russischen Konstruktionsbüros in Tula ist ein Selbstschutzsystem für Kampfpanzer, welches ab 1970 für das sowjetische Militär entwickelt wurde. Das Hardkill-System ist dafür ausgelegt, anfliegende Panzerabwehrraketen oder Panzerfaustgeschosse vor dem Auftreffen auf den Panzer zu zerstören. Es wird als Vorläufer des Arena-Systems und als erstes funktionierendes Hardkill-System der Welt angesehen.

## Entwicklung
1970 stellte das sowjetische Heer die Forderung nach einem aktiven Selbstschutzsystem für Kampfpanzer, welches den Panzer vor frontal anfliegenden Panzerabwehrraketen und Panzerfaustgeschossen schützen sollte, auf. Aufgrund der zum damaligen Zeitpunkt verfügbaren Rechner- und Sensortechnik kam es zu zahlreichen Schwierigkeiten im Entwicklungsprozess. Unter anderem erwiesen sich die sichere Erfassung von Flugkörpern sowie die korrekte Berechnung der Flugbahn als schwierig. Nach mehr als zehnjähriger Entwicklungszeit verlor das Heer Anfang der 1980er-Jahre das Interesse an dem Projekt. Jedoch trat kurz darauf die Marineinfanterie an dessen Stelle, da diese den Kampfpanzer T-55 weiterhin in Dienst halten musste und dessen Überlebensfähigkeit erhöhen wollte. Der erste umgerüstete Panzer wurde 1983 an die Marineinfanterie übergeben. Insgesamt wurden etwa 250 Fahrzeuge umgerüstet. Der Stückpreis beträgt umgerechnet etwa 30.000 US-Dollar. In den späten 1990er-Jahren wurde das verbesserte System Drosd-2 vorgestellt.

## Baugruppen
Das System besteht aus drei Hauptbaugruppen:
- zwei Abschussbehältern mit jeweils vier Rohren, welche auf beiden Seiten des Turms angebracht sind.
- zwei Radarsendern und -empfängern, welche auf den beiden Abschussbehältern angebracht sind.
- einer zentralen Stromversorgungs- und Elektronikeinheit, welche am Turmheck angebracht ist.

## Funktionsprinzip
Das System erkennt anfliegende Objekte in einem Geschwindigkeitsbereich von 70 bis 700 m/s ab einer Entfernung von etwa 250 m in einem Winkel von ± 20° zur Turmlängsachse. Das Zielverfolgungsradar arbeitet auf einer Frequenz von 24,5 GHz. Die vom Radar erfassten Daten (Geschwindigkeit und Anflugwinkel) werden an den Analogrechner des Systems weitergegeben, der daraus die weitere Flugbahn berechnet, die abzuschießende Granate auswählt und den Abschusszeitpunkt bestimmt. Dieser Vorgang dauert rund 0,35 Sekunden. Die Granate hat ein Kaliber von 107 mm und wiegt 9 kg, wovon 2–3 kg auf den Sprengstoff entfallen. Sie wird mit einer Geschwindigkeit von etwa 190 m/s abgefeuert und detoniert 6–8 m vor dem Panzer. Dabei erzeugt sie einen Splitterkegel von 30°, dessen Splitter dem Projektil mit rund 1.600 m/s entgegenfliegen. Der Splitterkegel besteht aus etwa 1100 Splittern zu je 3 Gramm, die das anfliegende Geschoss zerstören oder beschädigen sollen. Das System ist aufgrund des nach vorne gerichteten Splitterkegels nicht einsetzbar, wenn eigene Infanterie oder leichtgepanzerte Fahrzeuge mit dem Panzer zusammen operieren.